# 科派霍羅德
科派霍羅德（羅馬化：Kopajgorod），又按俄语读音译为科派哥罗德，是位於烏克蘭西南部的市級鎮，由文尼察州日梅林卡區的科派霍羅德市鎮負責管轄，始建於1624年，面積3平方公里，海拔高度260米，2011年人口1,323，人口密度每平方公里441人。